# Cabana Buta
Informații suplimentare: Buta
Cabana Buta este situată în partea de sud-est a  munților Retezat, fiind localizată în bazinul hidrografic al Jiului de Vest pe râul Buta, în apropierea traseului de creastă și a tăului Buta sub limita golului alpin în etajul pădurii de molid, între vârful Dracșan de pe culmea Dracșan, șaua Plaiu Mic și vârful Buta Mică de pe culmea Străunele. Traseul pe care se ajunge la cabană (Câmpul lui Neag - Cheile Buta - Cabana Buta - Șaua Plaiu Mic) este marcat cu cruce roșie.

## Descriere
Este situată la circa 1580 metri altitudine, în afara ariei protejate și este deschisă în tot timpul anului. fiind una dintre cele mai prestigioase și mai frumoase cabane din Retezat.

## Istoric
Datează de la începutul secolului XIX, la început fiind folosită drept cabană de vânătoare. În a doua jumătate a anilor 1990 a ars, fiind reconstruită ulterior.